# Hydropsyche depravata
Hydropsyche depravata är en nattsländeart som beskrevs av Hagen 1861. Hydropsyche depravata ingår i släktet Hydropsyche och familjen ryssjenattsländor. Inga underarter finns listade i Catalogue of Life.